# Улун (Чунцин)
Улу́н (кит. упр. 武隆, пиньинь Wǔlóng) — район городского подчинения города центрального подчинения Чунцин (КНР).

## История
Уезд Улун (武龙县) был выделен из уезда Фулин при империи Тан в 619 году. При империи Северная Сун он был переименован в уезд Цзи (枳县), при империи Южная Сун уезду было возвращено прежнее название. При империи Мин в 1377 году уезд Улун был присоединён к уезду Пэншуй (彭水县). В 1380 году уезд был восстановлен, но в связи с тем, что оказалось, что в провинции Гуанси есть уезд с таким же названием, иероглиф 龙 в его названии был заменён на омонимичный иероглиф 隆. При империи Цин уезд был расформирован, а его земли вошли в состав области Фу (涪州).
После Синьхайской революции и образования Китайской республики область Фу в 1913 году была преобразована в уезд Фулин провинции Сычуань. В 1944 году из уезда Фулин был вновь выделен уезд Улун.
В 1997 году уезд Улун был передан под юрисдикцию Чунцина.
В 2016 году уезд Улун был преобразован в район городского подчинения.

## Административно-территориальное деление
Уезд Улун делится на 12 посёлков, 10 волостей и 4 национальные волости.

## Достопримечательности
- Пещера Фужун
- Пещера Эрвандун